# Estación de Penalva

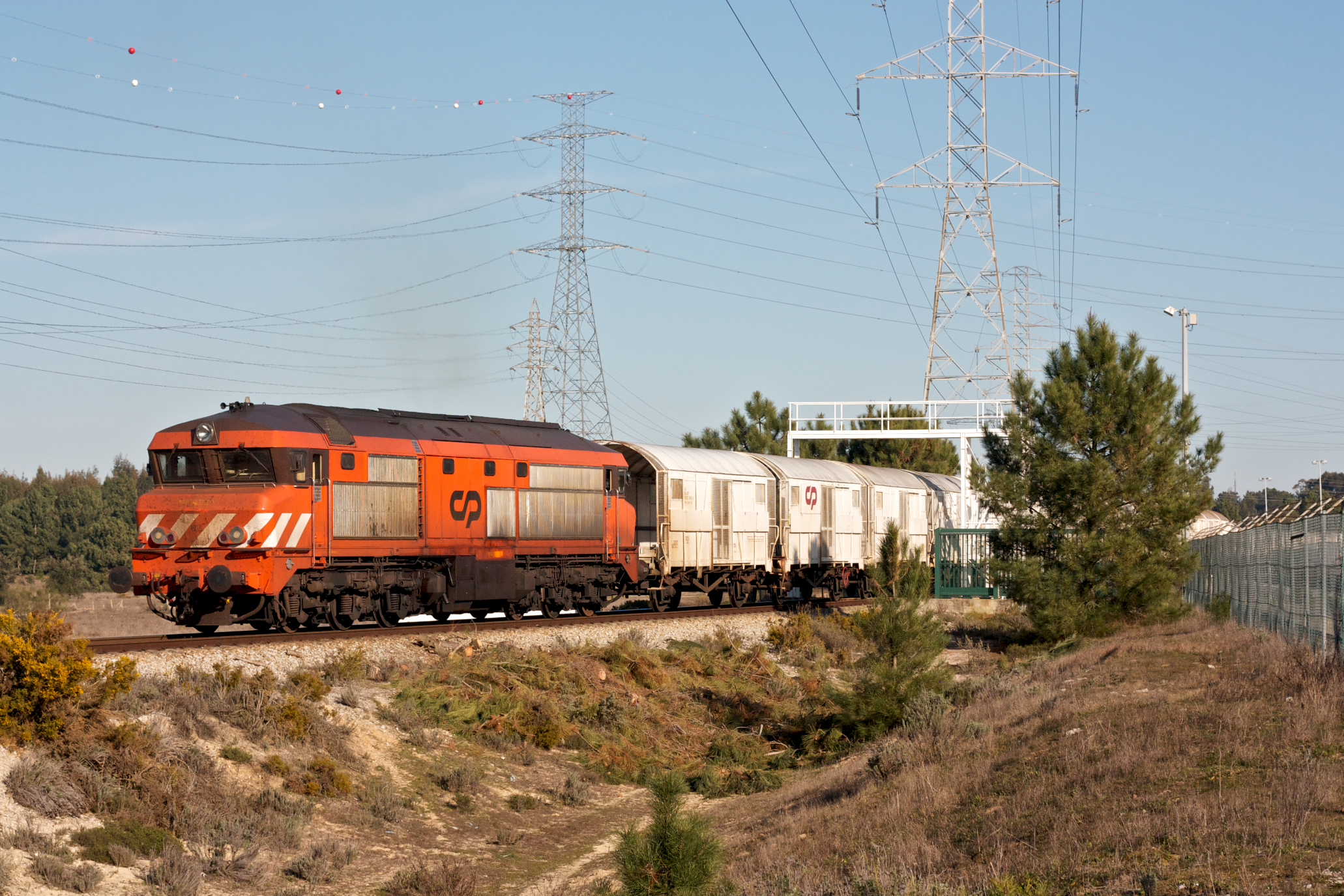
Composición de mercancías circulando junto a la Estación Ferroviaria de Penalva.

La Estación Ferroviária de Penalva, igualmente conocida como Estación de Penalva, es una estación de ferrocarriles de la Línea del Sur, que sirve a parroquias de Quinta do Anjo, en el municipio de Palmela, en Portugal.

## Descripción

### Vías y andenes
Esta estación disponía, en enero de 2011, de dos vías de circulación, ambas con 597 metros de longitud; las plataformas tenían ambas noventa centímetros de altura, y 249 metros de extensión.

## Historia
Esta estación fue inaugurada el 6 de octubre de 2004.